# Nachon-Museum der Judenheit Italiens
Das Nachon-Museum der Judenheit Italiens (hebräisch מוּזֵאוֹן יַהֲדוּת אִיטַלְיָה עַל שֵׁם שְׁלֹמֹה אוּמְבֶּרְטוֹ נָכוֹן Mūsejʾōn Jahadūt Īṭaljah ʿal Schem Schlomoh Ūmberṭō Nachōn, deutsch ‚Museum der Judenheit Italiens auf Namen Schlomoh Umberto Nachons‘, inhaltlich abweichende Eigenbezeichnung auf italienisch Museo di Arte Ebraica Italiana Umberto Nahon ‚Umberto-Nahon-Museum italienischer jüdischer Kunst‘) ist ein Museum in Jerusalem, Israel. Es widmet sich der Sammlung, Erhaltung, Pflege, Erforschung und Präsentation immateriellen und materiellen Erbes der Juden Italiens, vor allem wie es sich in ihrer Kunst widerspiegelt.
Das 1983 eröffnete Museum ist das einzige seiner Art auf der Welt, das Kunst und Kulturgut jüdischer Gemeinden aus ganz Italien präsentiert. Betreiberin und Eigentümerin des Museums ist die Chevrat Jəhūdej Īṭaljah li-Fʿullah Rūchanīt / חֶבְרַת יְהוּדִיֵ אִיטַלְיָה לִפְעֻלָּה רוּחָנִית / ‚Gesellschaft der Juden Italiens für geistliches Tun‘, eine als rechtsfähiger Verein organisierte Synagogengemeinde von Juden meist italienischer Abkunft. Lebendiges Herzstück des Museums ist in der ersten Etage des Alten Hospizes deren Synagoge Tempio Italiano der Synagogengemeinde italienischen Minhags.

## Lage
Das Museum hat seinen Sitz im Alten Hospiz (Rechov Hillel 25), dem westlichen Gebäude des Bauensembles Mitcham Schmidt, in der westlichen Neustadt Jerusalems.

## Geschichte
Das Museum entstand aus einer unbeabsichtigt entstandenen Sammlung italienischer jüdischer Kunst hauptsächlich des synagogalen Raums sowie anderer Zeugnisse der Judenheit Italiens, die ab 1950 vor allem Umberto Schlomoh Na(c)hon (שלמה אומברטו נכון Schlomoh Ūmberṭō Nachōn; 1905–1974) nach Israel gebracht hatte. Den Anstoß dazu gab eine Initiative Nachons und anderer Mitglieder der Chevrat Jehudej Italjah in Israel in Absprache und Zusammenarbeit mit bestehenden Synagogengemeinden in Italien, die die Güter (Liegenschaften und Kulturgut) aufgelöster Gemeinden verwalteten.
Prächtige italienische jüdische Kunst hauptsächlich in aufgegebenen Synagogen wurde in den 1940er Jahren beschädigt sowie zerstört und verfiel in den 1950er Jahren mit diesen, schlummerte bestenfalls, verstreut in ländlichen Räumen Italiens. Aus seiner Zeit ab Februar 1945 als Delegierter der Sochnut in Italien, kannte Nachon die Situation aus eigener Anschauung.
Synagogen und ihre Kunstwerke verwaisten, weil italienische Juden seit ihrer Emanzipation 1861 aus Kleinstädten in Italiens Metropolen gezogen waren und im Zweiten Weltkrieg ab 1943 deutsche Besatzer viele in der Schoaʾh ermordet hatten. In Israel entstanden zur gleichen Zeit neue Zentren jüdischen Lebens und Lehrens, wo geflohene überlebende Juden aus Europa und ausgewiesene oder vertriebene Juden aus arabischen und islamischen Ländern neu begannen. Ihre neuen Synagogen waren in ihrer Ausstattung genauso karg wie das Leben allgemein in den entbehrungsreichen Anfangsjahren Israels.
Die Initiative wünschte Schönheit und Zierde verlassen dastehender, im Bestand gefährdeter italienischer jüdischer Kunst in diese israelische Kargheit zu bringen, um in Israel Menschen zu erbauen und dabei die Kunst wieder mit Leben zu erfüllen und so vor Verfall oder Zerstörung zu retten. In Israel gab die Initiative dann vor allem Aronot ha-Qodesch in neue Synagogen jüngst entstandener Qehillot.
Doch unter den nach Israel herüber geretteten Objekten italienischen jüdischen Lebens der Renaissance, des Barock bis hin zur Gegenwart waren auch Hunderte, die sich nicht eigneten, in neuen Synagogen wieder Teil jüdischen Lebens zu werden. Sie bildeten unbeabsichtigt den Anfang der Sammlung des heutigen Nachon-Museums. Im Jahre 1955 richtete Nachon in einem Raum neben dem Tempio Italiano eine erste ständige Schau solcher Kunstwerke und Zeugnisse der Judenheit Italiens ein, was über die Jahre viele weitere Sachspenden aus dem In- und Ausland anregte. Die so stets wachsende Sammlung zog Interessierte und Forscher von nah und fern nach Jerusalem. Nach Nachons Tod 1974 benannte die Chevrat Jehudej Italjah die Kollektion als Sammlung Nachon. Auch als Museum erhält die Sammlung weiter Sachspenden, wie den Nachlass Emanuele Luzzatis.
Für diese Sammlung reifte die Idee, ein Museum zu gründen, obwohl das Nachons ursprünglichem Anliegen, verwaistes italienisch-jüdisches Kulturgut wieder in lebendigen jüdischen Gebrauch zu bringen, entgegensteht. David Cassuto (דוד קאסוטו), ab 1974 Nachfolger Nachons als Präsident der Chevrat Jehudej Italjah, sorgte für die Umsetzung der Idee eines Museums und für seine Anerkennung als Kulturinstitution beim Kulturministerium. David Cassuto, Enkel Umberto Cassutos, erstellte in seiner Funktion als Architekt einen Erhaltungsplan für den Mitcham Schmidt, der die Renovierung der Gebäude und Einrichtung eines Museums der Judenheit Italiens empfahl. Von 1981 bis 1983 ließ dann die Qeren l-Iruschalajim (Fonds für Jerusalem) das Alte Hospiz im Inneren renovieren, bevor in letzterem Jahr das Museum seine Pforten öffnete

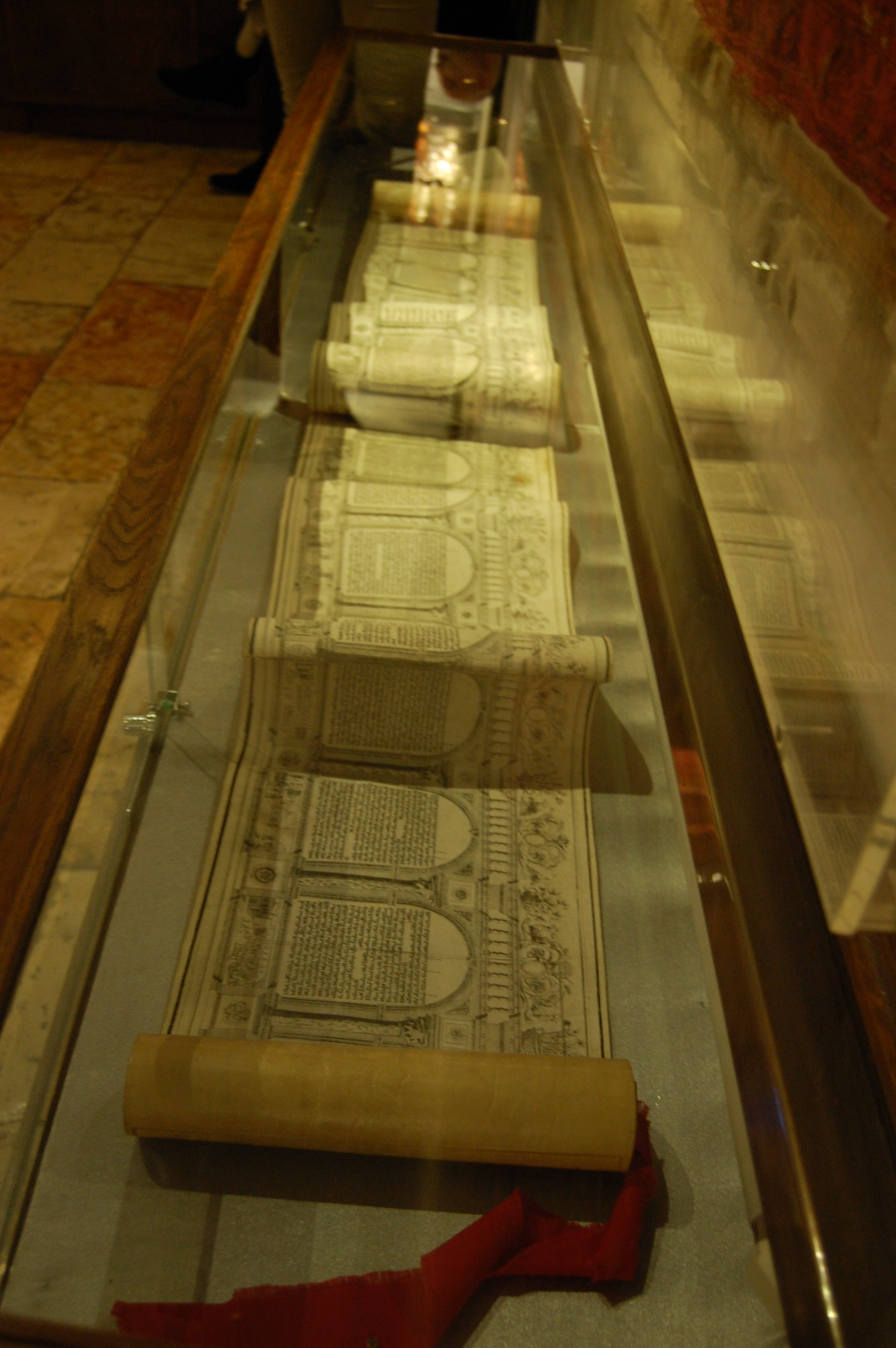
Estherrolle (Megillat Ester), 2016

Die Besucherzahlen zu Beginn des 21. Jahrhunderts oszillierten mit einem gewissen Abwärtstrend zwischen 35.000:21 und 60.000. Auf Initiative der Trägerin Chevrat Jehudej Italjah, geleitet von Präsident Elijahu Ben-Simrah (אֱלִיָּהוּ בֵּן זִמְרָה), Richter am Bezirksgericht Jerusalem, begann das Nachon-Museum sich zu modernisieren, eine Aufgabe, die die 2009 neu angestellte Kuratorin zur Chefsache machte.
Zum Museum gehört auch eine Restaurationswerkstatt, die Giuliano Orvietos wegweisender Initiative zu verdanken ist. Er und weitere Restauratoren dieser in Israel einzigartigen Einrichtung stellen landesweit synagogales Mobiliar und andere hölzerne und textile Kunst wieder her. Die Qeren l-Iruschalajim gewährte dem Museum 2010 einen Zuschuss für Restaurierungen von Exponaten.:19 Im Jahre 2011 dann sensibilisierte das Museum das Publikum für professionelles Restaurieren durch das Schichsūr chaj / שִׁחְזוּר חַי / ‚Restauration live‘ genannte öffentliche Arbeiten am Torahschrein von 1543 zuletzt aus der Synagoge zu Sermide.
Ab 2011 durchliefen der Tempio Italiano und das Nachon-Museum eine kritische Phase ihrer Existenz: Um die Fortsetzung und Entwicklung ihrer Aktivitäten zu sichern, musste der Trägerverein Chevrat Jehudej Italjah das Eigentum am Alten Hospiz erwerben, das bislang der Stadt Jerusalem gehörte, die sich angesichts hoher Immobilienpreise mit Verkaufsgedanken trug. Aus diesem Grund wurde auch in Italien die Subskription für eine entsprechende Spendensammlung eröffnet. Schließlich erwarb die Chevrat Jehudej Italjah 2014 dank großzügiger Spenden der schweizerischen Brüder Maurice Dwek und Solo Dwek aus dem gleichen Jahre die Immobilie Rechov Hillel Haus Nr. 25 (Altes Hospiz) zu Eigentum aus Händen der Stadtverwaltung.
Dies ist eine bedeutende wirtschaftliche Veränderung, womit die Chevrat Jehudej Italjah sich einen wichtigen Vermögenswert schuf, der ihr als besitzlose Sicherheit bei Banken finanziellen Rückhalt bietet. Der Erwerb ermöglichte das Alte Hospiz 2015/2016 um eine dritte Etage aufzustocken, die als Boutique-Hotel genutzt dem Trägerverein ein Einkommen aus Mieten verschafft. Von seinem relativ kleinen Budget von jährlich etwas über einer Million Neuer Schekel stammt ein Drittel aus unabhängigen Einnahmen und der Rest aus Unterstützung. Viele Spenden sind für besondere Projekte und zur Vermehrung der Sammlung bestimmt. Private Spender und kommerzielle Sponsoren, ein italienischer Nudelhersteller und eine italienische Versicherung, unterstützen das Museum. Italiens Ministerpräsident Mario Draghi besuchte den Tempio Italiano und das Nachon-Museum am 13. Juni 2022 vor seinem Treffen mit Naftali Bennett.

## Bau
Das Museum befindet sich im Alten Hospiz (vor Umzug ins neue Paulus-Haus 1908 Hospiz am Jaffator genannt), das Theodor Sandel von 1885 bis 1887 errichtete und zuletzt verschiedenen Nutzern (Jugendorchester Jerusalem, einem Stamm religiöser Pfadfinder und der Synagoge Tempio Italiano) diente bzw. im Falle des letzteren dient.:13

## Sammlung
Das Museum zeigt sakrale Gegenstände (Torahrollen, Torahschreine, Nerot Tamid, Torahmäntel, Parochot etc.), Gebetbücher, Ritualgerät in Kupfer, Messing oder versilbert (Bsamimbüchsen, Chanukkijjot, Rimmonim), Haushaltsgegenstände und Dinge des täglichen Gebrauchs, Gegenstände, die zu den Rites de Passage gehören (Ketubbot), Heimtextilien, Dokumente und historische Zeugnisse der Judenheit Italiens. Geschäftsführer Gilʿad Leviʾan (גִּלְעָד לֵבִיאָן) erklärt: „Wir haben in unserem Besitz seltene Stücke von der Renaissance bis zum Beginn des 20. Jahrhunderts. Darunter der zweitälteste erhaltene Aron ha-Qodesch der Welt, eine 300 Jahre alte Synagoge, in der hier an Schabbat gebetet wird, und ein Brief, den Herzl am Vorabend seines Todes an den Papst sandte.“
Die Sammlung des Museums bietet ein Panorama italienischer synagogaler Kunst ab dem 15. bis ins 20. Jahrhundert. Hauptsächlich sammelt das Museum dabei Objekte der religiösen Tradition aus einer Vielzahl italienischer Orte, die Italiens künstlerische Produktion ab der Spätrenaissance und dem Barock widerspiegeln. Zur Sammlung gehören viele italienische Torahrollen, bekrönt von Rimmonim mit Glöckchen, in ihren originalen, kostbaren Torahmänteln, die jede einzelne ummänteln wie einst die Priestergewänder die Kohanim des Jerusalemer Tempels.
Ebenso gehört eine Sukkah vom Ende des 18. Jahrhunderts aus dem Besitz der jüdischen Familie Solam in Venedig zur Sammlung wie ein Gotteskasten des 17. Jahrhunderts aus einer florentinischen Synagoge, der je nach Spendenzweck in sieben Fächer mit Holztürchen unterteilt ist.:31 Aus Alessandria besitzt das Museum einen mit Kanonen verzierten Keter Torah von 1849, womit an die Salutschüsse zu Ehren von Carlo Alberto (Karl Albert König von Sardinien-Piemont und Herzog von Savoyen) erinnert wird, welche die Juden des Königreichs bei seiner Trauerfeier abfeuerten, da er sie 1849 emanzipiert hatte. Laut Überlieferung erbaten und erlangten die Juden Alessandrias die Genehmigung zu Karl Alberts Tod Ehrensalven zu schießen.

## Ausstellungen

### Dauerausstellung

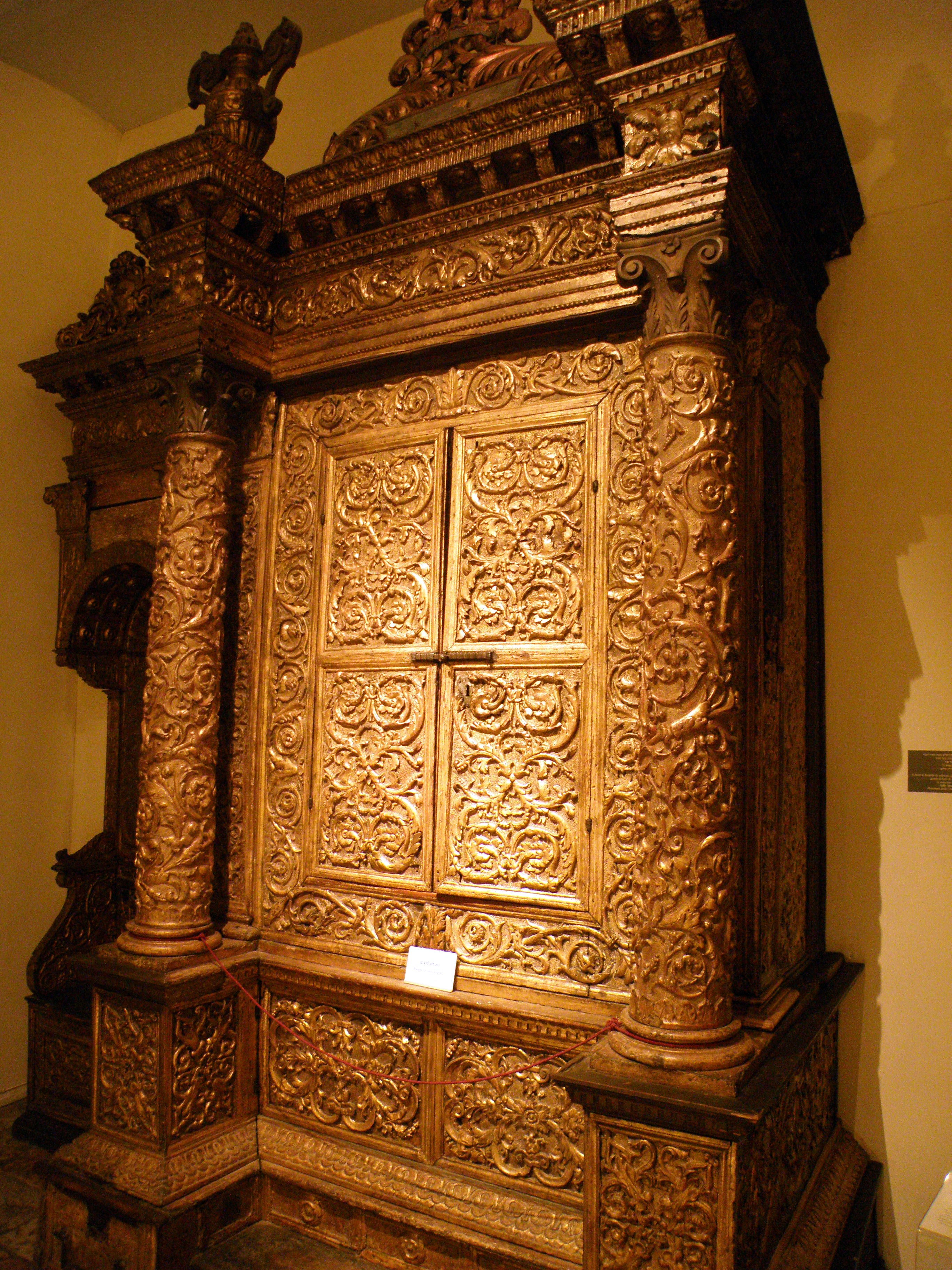
Torahschrein, ursprünglich aus der Scuola Grande zu Mantua mit flankierendem Sitz, 2010

Die Dauerausstellung Made in Italy − הָרוּחַ שֶׁבַּחֹוֹמֶר (Ha-Rūach sche-ba-Chōmer, deutsch ‚Der Geist, der in der Materie ist‘):20 erstreckt sich auf vier der fünf verfügbaren Säle im ersten Stock des Alten Hospizes, der Platzmangel lässt nur kleine Wechselausstellungen zu, und so können nur fünf Prozent der 1.423 Sammlungsobjekt zur Zeit präsentiert werden. Die Artefakte der Sammlung werden gemäß modernen konservatorischen und präsentationstechnischen Maßstäben gezeigt. Sie reflektiert die Verbindung zwischen jüdischer und italienischer Kunst über die Generationen. Denn Italiens Judenheit gelang, die größten Errungenschaften italienischer Kunst in den Dienst von Glauben und Tradition zu stellen, wobei sich das Materielle mit dem Spirituellen verbindet.

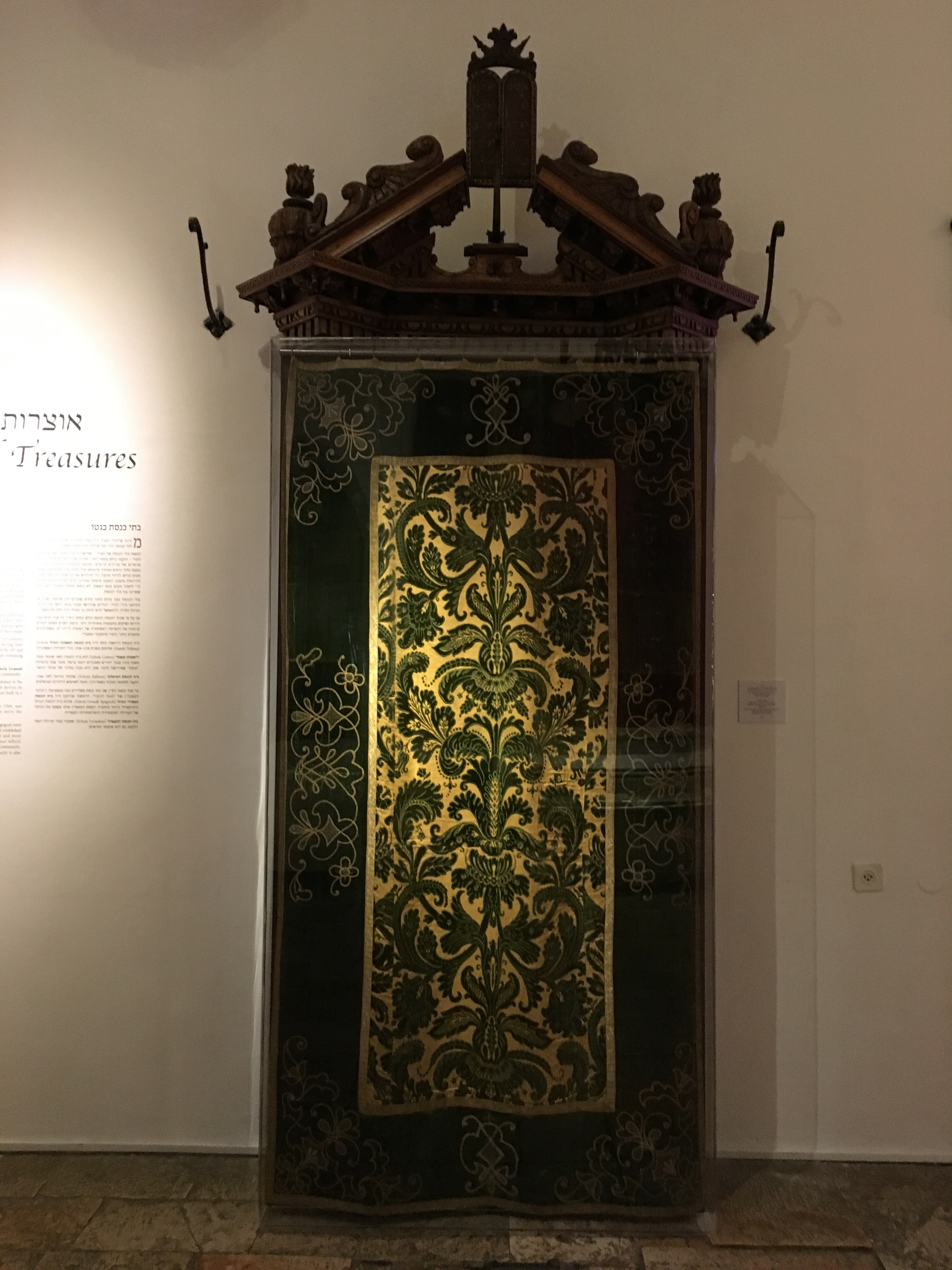
Torahschrein aus San Daniele del Friuli, 2016

Saal 1: Rechterhand steht der Torahschrein aus San Daniele del Friuli aus dem 17. Jahrhundert.:26 Oben an der Wand links vom Eingang hängt eine Tafel mit der Inschrift: „Wisse, vor wem du stehst“ (דע לִפְנֵי מִי אַתָּה עוֹמֵד Da li-Fnej mī atah ʿōmed, Sprüche der Väter, 3,1). Sie ist aus dem Jahre 1450 und damit ältestes Exponat des Museums.:27 Die Tafel ist filigran verziert, wie es in der Renaissance üblich war. Diese Tafel befand sich über dem Torahschrein der Grande Sinagoga tedesca von 1682 in Padua,:27 die italienische Faschisten am 14. Mai 1943 zerstörten. Doch Schrein und Tafel blieben unbeschädigt.
Unterhalb der Inschriftentafel sind die Türen des Torahschreins von 1843 aus der Grande Sinagoga italiana zu Mantua, die italienische Faschisten 1938 sprengten. Die Türen mit mittiger Darstellung der Gesetzestafeln des Bundes vom Berge Sinai krönt das Relief eines Keter Torah. Beiderseits des Keters und am Fuße des Torahschreins befanden sich zusätzliche Reliefs von Tempelgefäßen. Zwischen beiden Fenstern dieses Saals hängt die Parochet Tedesca von 1572 aus Ferrara, die älteste erhaltene der Welt.
Saal 2: Dieser Raum ist jüdischen Rites de Passage und Festen im Verlauf eines Jahres gewidmet. Zu beiden Seiten der Eingangstür befinden sich italienische Chanukkijjot aus Messing und Silber. An der Wand links vom Eingang hängt die Montefiore-Olivetti-Parochet von 1620. Wahrscheinlich stickte sie Rachel Olivetti in Pesaro anlässlich ihrer Hochzeit mit Jehudah Montefiore, beide Ururgroßeltern des Philanthropen Moses Montefiore. Rechts vom Eingang über der Tür befinden sich Ziertafeln des Torahschreins von 1779 aus der Scola Italiana in Ferrara, die deutsche Besatzer 1943 weitgehend verwüsteten.
Saal 3: In diesem Raum ist der Torahschrein des 16. Jahrhunderts ursprünglich aus der Scuola Grande zu Mantua ausgestellt, der mit zwei flankierenden Sitzen ein Ensemble bildet.:29 Im Jahre 1633 wurden Schrein und Stühle an die Sinagoga di Sermide abgegeben, woher er 1956 mit Unterstützung des aus Worms gebürtigen Sally Mayers (1875–1953; Präsident der jüdischen Gemeinde Mailand) nach Jerusalem kam.:29 Schrein und Stühle sind aus geschnitztem und vergoldetem Holz, die laut Inschrift an der Seite der Stühle 1543 entstanden.:29 Damit ist der Torahschrein der älteste bekannte seiner Art aus Italien und einer der ältesten erhaltenen der Welt. Ein Raum birgt das Arbib Educational Center, einen interaktiven Multimediakomplex mit vielfältigen Informationen über die Geschichte der italienischen Judenheit und ihre Artefakte aus den verschiedenen Synagogengemeinden.

### Auswahl wechselnder Ausstellungen
- 2022: Der Jahreskreis von Emanuele Luzzati (מעגל השנה של עמנואלה לוצאטי)
- 2021/2022: Familienangelegenheit: Wappen jüdischer Familien in Italien (ענין משפחתי: סמלי המשפחות היהודיות באיטליה)
- 2021: Die Krone (הכתר)
- 2021: Eins – wer weiß es? (אֶחָד מִי יוֹדֵעַ)
- 2021: Onkel Lele (דּוֹד לֶלֶה)
- 2020: Hellblau, Braun und Purpur (תְּכֵלֶת, חוּם וַאֲרְגָּמָן)
- 2020: Hod Couture (הוד קוטור)
- 2019: Kleine Lichter (מְאוֹרוֹת קְטַנִּים)
- 2019: Kette & Schuss: Frauen als Hüterinnen des jüdischen Erbes in Italien (שתי וערב: נשים כשומרות על המורשת היהודית באיטליה)
- 2017/2018: Geheimnisse der Konservierung (סודות השימור)
- 2016/2017: Der jüdische Hof von Venedig 1017–2016 (החצר היהודית של ונציה 1017–2016)
- 2016: Von Italien nach Jerusalem: Ausstellung von Chanukkijjot im Mischkan Knesset – Chanukkah 5777[31] (מאיטליה לירושלים: תערוכה של מנורות חנוכה במשכן הכנסת – חנוכה תשע"ז)
- 2016: Siegel des Königs – Purim 5776[32] (חותם המלך – פורים תשע״ו)
- 2015: ROMA CAPTA – Ausstellung zum 70. Jahrestag der Befreiung Italiens von der Nazi-Besatzung (ROMA CAPTA – תערוכה לציון 70 שנה לשחרור איטליה מהכיבוש הנאצי)
- 2015: Mantua in Jerusalem (מַנְטוֹבָה בִּיְרוּשָׁלַיִם)
- 2014: Verdis jüdisches Umfeld (הסביבה היהודית של ורדי)
- 2013: Städte aus Seide und Silber (ערים של משי וכסף)
- 2012: Die Welt ist ein Theater – Hommage an Emanuele Luzzati (העולם הוא תיאטרון – מחווה לעמנואלה לוצאטי)
- 2011: Von Garibaldi bis Herzl – 150 Jahre Einigung Italiens (מגריבלדי להרצל – לציון 150 שנים לאיחוד איטליה)
- 2008: ITALIA EBRAICA – Über zweitausend Jahre Begegnung zwischen italienischer Kultur und Judentum (ITALIA EBRAICA – למעלה מאלפיים שנות מפגש בין התרבות האיטלקית ליהדות)

## Bibliographie
- Adreina Contessa, “L’Aliyah della bellezza: Il contributo del Museo di Arte Ebraica Italiana Umberto Nahon allo Stato di Israele”, in: La Rassegna mensile di Israel, Bd. 80, Nr. 2/3 (Mai–Dezember 2014) ‘L’Italia in Israele: Il contributo degli ebrei italiani alla nascita e allo sviluppo dello Stato d’Israele’, S. 141–159.
- Adreina Contessa, “From Italy to Jerusalem. The birth of the Umberto Nahon Museum of Italian Jewish Art”, in: The Italian Jewish Cultural Centre in the Heart of Jerusalem, Ruhama Bonfil (רוּחָמָה בֹּוֹנְפִיל Rūchamah Bōnfīl; Hrsg.), Jerusalem: חֶבְרַת יְהוּדִיֵ אִיטַלְיָה לִפְעֻלָּה רוּחָנִית, 2014, S. 53–68. Keine ISBN.
- Itziq Schwiqy (אִיצִיק שְׁוִויקִי, Direktor des Bezirks Jerusalem der Mōʿatzah lə-Schimmūr Atrej Mōreschet bə-Jisraʾel / מוֹעָצָה לְשִׁמּוּר אַתְרֵי מוֹרֶשֶׁת בְּיִשְׂרָאֵל / ‚Rat für Schutz von Erbestätten in Israel‘) und Michael Ginzburg (מִיכָאֵל גִּינְזְבּוּרְג), בי"ס שְׁמִידְט - מוּזֵאוֹן יַהֲדוּת אִיטַלְיָה, Jerusalem: מוֹעָצָה לְשִׁמּוּר אַתְרֵי מוֹרֶשֶׁת בְּיִשְׂרָאֵל, Mai 2016.